# Shanghai World Financial Center
A Shanghai World Financial Center egy irodaház Sanghajban. Az épületben irodaházak és egyéb üzletek kapnak helyet. 492 méter magasságával Kína egyik legmagasabb épülete. Az épületben helyezkedik el a Föld legmagasabb kilátópontja.